# Bharavi
Bharavi (ou Bhāravi, ou bharavi mahakavi) est un poète indien du VIe siècle connu pour son poème épique Kirātārjunīya, écrit en sanskrit classique.

## Biographie
Comme pour la plupart des poètes sanskrits, on dispose de peu d'éléments sur son histoire.

### Épigraphie
Son nom, ainsi que celui du grand poète et dramaturge en langue sanskrite Kālidāsa, est mentionné dans une inscription en pierre de Chalukya datée de 634 après J.C. trouvée à Aihole, dans l'actuel état du Karnataka. Dans une autre inscription, le roi Durvinita (en), puissant souverain de la dynastie des Ganga de l'Ouest  relate avoir écrit un commentaire sur le quinzième chant du Kirātārjunīya de Bharavi.

### Informations données par Dandin
Dans Avanti-sundari-katha-sara, une œuvre attribuée à Dandin au VIIe siècle, un visiteur de la cour du roi Pallava récite un vers de Bharavi devant le souverain. Le roi, impressionné, pose alors des questions sur le compositeur du poème, et le visiteur fournit les informations suivantes : Bharavi alias Damodara est le fils de Narayana-svami de la lignée de Kaushika. Ses ancêtres ont émigré depuis Anandapura vers la ville d'Achalapur (en), située dans le centre-sud de l'Inde.
Végétarien, il considère la consommation de viande comme un péché. Lors d'une expédition de chasse, il a été toutefois contraint de manger de la viande. Pour expier sa faute, il a entrepris un pèlerinage, au cours duquel il entre à la cour du roi du Ganga Durvinita (en) (529-579). Le poète a également fréquenté la cour du  prince  Mahendravarman I (en) (600-630). L'écrivain Dandin est son arrière-petit-fils.

## Son œuvre
La seule œuvre connue de Bharavi est Kirātārjunīya, un poème épique de dix-huit chants, dont l'histoire s'inspire du Mahābhārata. Il appartient au genre des poèmes épiques de cours (mahakavya (en) ou sargabandha), genre considéré comme le plus abouti de la poésie en langue sanskrite.

### Thématique
Le Kirātārjunīya développe un épisode mineur du Vana Parva (ou Livre de la forêt) du Mahabharata. Il raconte l'ascèse du prince Arjuna pour s'attirer les faveurs de son géniteur, le dieu Indra, dans la guerre qui oppose son clan (les Pandava) à ses cousins Kaurava, puis le combat du héros Arjuna contre le dieu Shiva. À l'issue de ce combat, Arjuna reçoit des mains de Shiva une arme magique capable de détruire le monde, pour mener son combat contre les Kaurava.
Au cœur de l'épopée, on trouve le discours  sur la bonne conduite, le respect de soi, la détermination, la dignité et la sagesse que tient Arjuna à son père pour le convaincre de la justesse de ses buts, après que ce dernier lui ait reproché d'être plus attiré par la victoire militaire et la richesse que par son salut.

### Réception
Le Kirātārjunīya « est considéré comme le poème le plus puissant de la langue sanskrite ». L'indianiste britannique Anthony Kennedy Warder (en)  pense qu'il s'agit de « l'épopée la plus parfaite qui nous soit disponible », notant sa grande force d'expression et son degré de finition dans les moindres détails.

## Postérité
Le combat d'Arjuna contre le dieu Shiva a inspiré le peintre du Kerala Ravi Varmâ. On pense également que le Kiratarjuniya de Bharavi a influencé le poète Magha (en) du VIIIe siècle de notre ère,. La première traduction occidentale est due à l'indianiste allemand Karl Cappeller, en 1912.